# الأناريز
الأناريز أو يمكن تسميتها أناناولة هو نبات أبيض اللون وفيه كل مزايا الفريز فيما عدا مذاقها ورائحتها التي تشبه الأناناس تماماً اكتشف لأول مرة في جنوب أميركا ونجح مزارعون هولنديون بإنقاذ هذه الفاكهة من الانقراض.

## التسمية
- الأناريز: من كلمتي الأناناس والفريز.
- أناناولة: من كلمتي الأناناس والفراولة.

## قصة الثمرة
هي ثمرة جديدة مهجنة تم نشرها في شرق ألمانيا في أبريل 2009. وهي أصغر من الفراولة ولحمها يتراوح بين الأبيض اللين و البرتقالي وهي ذات رائحة نفاذة بنكهة أناناس طفيفة.
عندما تنضج هذه الفاكهة يصبح لونها أبيض تماما وبذورها حمراء. وهي تزرع في البيوت المحمية. تبدأ حياتها خضراء اللون تتحول للون الأبيض رويدا رويدا وعندما تصبح البذور حمراء قانية تكون الثمرة قد أصبحت ناضجة بيضاء. تم توليد الأناناولة بتهجين نوع من الفراولة البرية من أميركيا الجنوبية، كادت أن تنقرض تقريبا حتى عام 2003، حين قامت مجموعة من المزارعين الهولنديين بالعمل معا على حفظ النبتة من الانقراض. وقد تم تسويق الأناناولة في المطاعم الأوروبية والمخابز وأسواق الجملة.[بحاجة لمصدر]